# Fjodor Svetjkov
Fjodor Aleksandrovitj Svetjkov, ryska: Фёдор Александрович Свечков, född 5 april 2003, är en rysk professionell ishockeyforward som är kontrakterad till Nashville Predators i National Hockey League (NHL) och spelar för Milwaukee Admirals i American Hockey League (AHL).
Han har tidigare spelat för SKA St. Petersburg och HK Spartak Moskva i Kontinental Hockey League (KHL); HK Lada Toljatti, SKA-Neva och Chimik Voskresensk i Vyssjaja chokkejnaja liga (VHL) samt Ladja Toljatti, SKA-1946 och MHK Spartak Moskva i Molodjozjnaja chokkejnaja liga (MHL).
Svetjkov draftades av Nashville Predators i första rundan i 2021 års draft som 19:e spelare totalt.

## Statistik
| 2019–2020  | Ladja Toljatti       | MHL        | 24 | 4  | 2  | 6  | 6  | —  | — | — | —  | —  |
| 2020–2021  | HK Lada Toljatti     | VHL        | 38 | 5  | 10 | 15 | 6  | —  | — | — | —  | —  |
|            | Ladja Toljatti       | MHL        | 15 | 4  | 11 | 15 | 35 | —  | — | — | —  | —  |
| 2021–2022  | SKA Sankt Petersburg | KHL        | 4  | 0  | 0  | 0  | 0  | —  | — | — | —  | —  |
|            | SKA-Neva             | VHL        | 30 | 9  | 22 | 31 | 12 | 13 | 3 | 3 | 6  | 4  |
|            | SKA-1946             | MHL        | 4  | 0  | 8  | 8  | 0  | 7  | 3 | 2 | 5  | 0  |
| 2022–2023  | HK Spartak Moskva    | KHL        | 27 | 2  | 2  | 4  | 5  | —  | — | — | —  | —  |
|            | Chimik Voskresensk   | VHL        | 14 | 1  | 6  | 7  | 0  | 9  | 5 | 2 | 7  | 6  |
|            | MHK Spartak Moskva   | MHL        | 5  | 4  | 4  | 8  | 0  | 7  | 1 | 3 | 4  | 2  |
| 2023–2024  | Milwaukee Admirals   | AHL        | 57 | 16 | 23 | 39 | 18 | 15 | 6 | 6 | 12 | 4  |
| 2024–2025  | Nashville Predators  | NHL        | 1  | 0  | 0  | 0  | 0  | —  | — | — | —  | —  |
|            | Milwaukee Admirals   | AHL        | 7  | 5  | 3  | 8  | 4  | —  | — | — | —  | —  |
| NHL totalt | NHL totalt           | NHL totalt | 1  | 0  | 0  | 0  | 0  | —  | — | — | —  | —  |
| KHL totalt | KHL totalt           | KHL totalt | 31 | 2  | 2  | 4  | 5  | —  | — | — | —  | —  |
| AHL totalt | AHL totalt           | AHL totalt | 64 | 21 | 26 | 47 | 22 | 15 | 6 | 6 | 12 | 4  |
| VHL totalt | VHL totalt           | VHL totalt | 82 | 15 | 38 | 53 | 18 | 22 | 8 | 5 | 13 | 10 |
| MHL totalt | MHL totalt           | MHL totalt | 48 | 12 | 25 | 37 | 41 | 14 | 4 | 5 | 9  | 2  |

### Internationellt
| Källa: Uppdaterad: 2024-11-24 | Källa: Uppdaterad: 2024-11-24 | Källa: Uppdaterad: 2024-11-24 |         | Utv = Utvisningsminuter | Utv = Utvisningsminuter | Utv = Utvisningsminuter | Utv = Utvisningsminuter | Utv = Utvisningsminuter |
| År                            | Lag                           | Mästerskap                    | Matcher | Mål                     | Assists                 | Poäng                   | Utv                     |                         |
| ----------------------------- | ----------------------------- | ----------------------------- | ------- | ----------------------- | ----------------------- | ----------------------- | ----------------------- | ----------------------- |
| 2021                          | Ryssland                      | U18-VM                        | 7       | 4                       | 6                       | 10                      | 4                       |                         |
| Junior totalt                 | Junior totalt                 | Junior totalt                 | 7       | 4                       | 6                       | 10                      | 4                       |                         |